# Hyrtios vinciguerrae
Hyrtios vinciguerrae är en svampdjursart som först beskrevs av Sarà 1978.  Hyrtios vinciguerrae ingår i släktet Hyrtios och familjen Thorectidae. Inga underarter finns listade i Catalogue of Life.